# Pronomis
Pronomis  là một chi bướm đêm thuộc họ Crambidae.